# Mangudai
Mangudai waren berittene Bogenschützen der Mongolen. Sie gründeten ihre Taktik aus dem Leben als Nomaden. Berittene Bogenschützen machten bis zu 60 % der Truppenstärke tatarischer Heere aus. Die tatarische Strategie und Taktik folgte der Tradition älterer Steppenvölker (z. B. Skythen, Parther, Hunnen). Hierbei wurde der Gegner unter Ausnutzung der hohen Mobilität der Reitertruppen und der großen Reichweite und Durchschlagskraft der Kompositbögen in Schwärmen angegriffen, aus möglichst großer Distanz beschossen und nach Möglichkeit umritten. Der durch derartige Angriffe dezimierte und demoralisierte Gegner wurde anschließend gegebenenfalls von der schweren Reiterei angegriffen und aufgerieben.
In dieser Tradition lernten die Reiter auch den berühmten Parther-Schuss, wobei der Reiter schießend sein Pferd gegen den Feind lenkt und im letzten Moment abdreht. Dabei wird der Feind zur Verfolgung provoziert. Doch der Reiter dreht sich im Sattel um und feuert weiter auf den Verfolger.
Im Echtzeit-Strategiespiel Age of Empires II sowie in Age of Empires IV in tritt der Mangudai als Spezialeinheit der Mongolen auf.